# Hope Rose
Pour les articles homonymes, voir Rose.
Hope Rose est une joueuse américaine de hockey sur gazon. Elle évolue au poste de milieu de terrain au WC Eagles et avec l'équipe nationale américaine.

## Biographie
- Naissance le 28 février 2003 à Dauphin[2].
- Élève à l'Université du Maryland.

## Carrière
Elle a fait ses débuts avec l'équipe première en janvier 2022 à Santiago lors de la Coupe d'Amérique 2022.

## Palmarès
- : 3e à la Coupe d'Amérique U21 2021[3].